# زاکسنکام
زاکسنکام (به آلمانی: Sachsenkam) یک شهر در آلمان است که در بایرن واقع شده‌است.

## خصوصیات
زاکسنکام ۱۵٫۹۳ کیلومترمربع مساحت دارد ۷۱۳ متر بالاتر از سطح دریا واقع شده‌است.